# مزدلف (اسم)
مزدلف هو اسم علم مذكر من أصل عربي، ومعناه هو ن الفعل ازدلف تقدم وتقرب، والزلف الدرجة المنزلة.

## وصلات خارجية
- موسوعة السلطان قابوس لأسماء العرب